# 莫罗佐夫卡农村居民点 (埃尔季利区)
莫罗佐夫卡农村居民点（俄语：Морозовское сельское поселение）是俄罗斯联邦沃罗涅日州埃尔季利区所属的一个农村居民点。其下辖有5个居民点，行政中心为马里耶夫卡。据2016年统计，该农村居民点的人口为395人。